# 幔利橡树

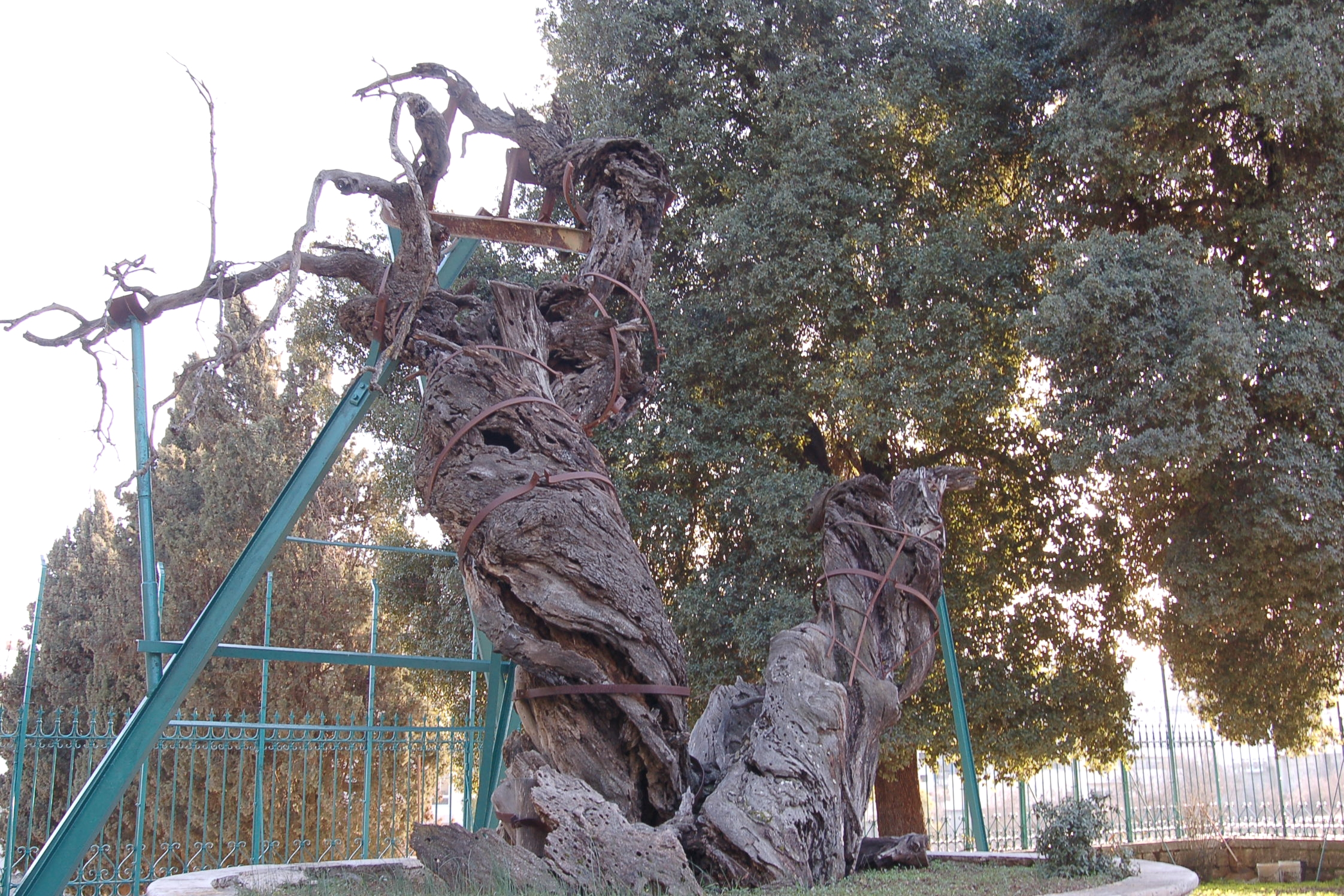
幔利橡树

幔利橡树（希臘語：ἡ δρῦς τῆς Μαμβρῆ）又稱亚伯拉罕橡树（Oak of Abraham），是位于巴勒斯坦希伯伦附近幔利古城西南2公里处的一顆古树，传统认为这是亚伯拉罕安设帐篷，并招待三位天使的地方。据估计，这棵橡树大约有5000年的历史，受到犹太人和基督徒的崇敬几百年之久，直到君士坦丁在4世纪停止这种做法，在此建造一座教堂。

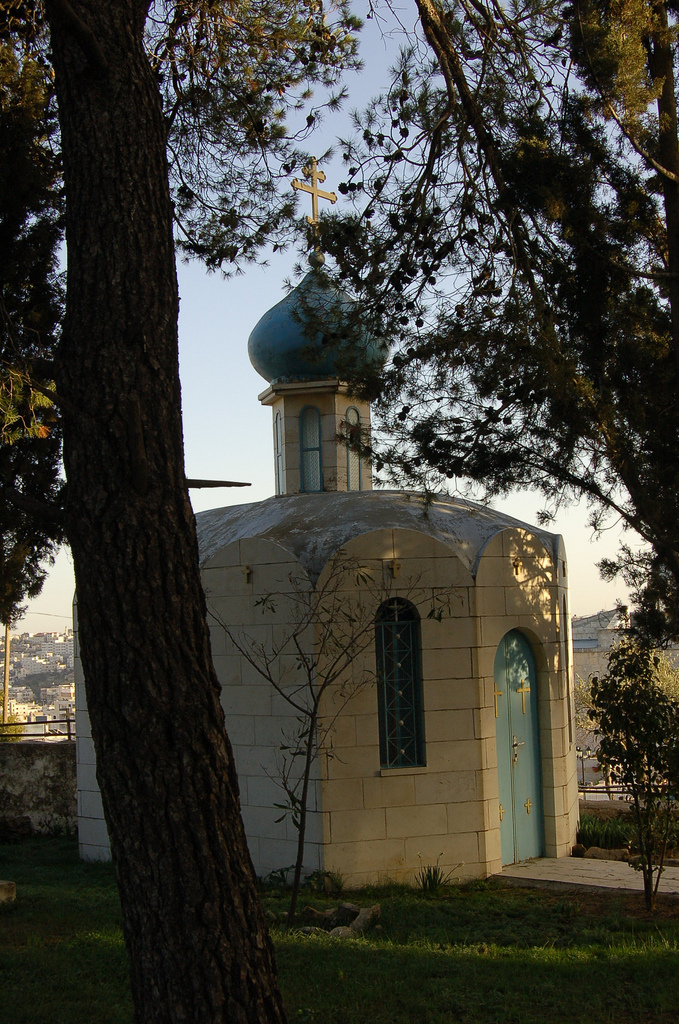
圣三一修道院

1868年，俄羅斯東正教教士安東尼·卡普斯京为教会收购了橡木的所在地，在附近建起了亚伯拉罕橡树圣三一修道院。在1917年十月革命前，该处是俄罗斯朝圣者主要目的地之一，也是希伯伦地区唯一开放的基督教圣地。十月革命后，修道院由俄罗斯正教会域外教会控制。如今，希伯伦修道院仍然是俄罗斯和巴勒斯坦当局之间的政治问题。
一个长期存在的传统是亚伯拉罕橡树会在敌基督出现之前死亡。然而，自1996年以来，橡树的主干已经死亡。至1998年，又有根蘖出现。